# Херман Фегелайн
Херман Фегелайн (на немски: Hermann Fegelein) е германски групенфюрер, високопоставен член на Вафен-СС.

## Биография
Фегелайн е роден в Ансбах, Бавария, в семейството на пенсионирания оберлейтенант Ханс Фегелайн. Като момче, работещо в конната база на баща си в Мюнхен, той става опитен ездач и участва в скокове. През този период се запознава с Кристиан Вебер, който е един от първите членове на нацистката партия. Вебер по-късно помага за влизането на Фегелайн в Шуцщафел (СС).
През 1925 г., след като учи в Мюнхенския университет в течение на 2 години, Фегелайн се присъединява към Reiter-Regiment 17. На 20 април 1927 г. той се присъединява към баварската държавна полиция в Мюнхен като кадет офицер. През 1929 г. напуска полицейската служба, когато е заловен да краде изпитни решения от кабинета на преподавателския надзорен орган. Официалното съобщение по онова време е, че той напуска по „семейни причини“. Фегелайн по-късно заявява, че е напуснал полицията „за своя сметка“, за да служи по-добре на нацистката партия и СС. В Мюнхен Фегелайн влиза в контакт с националсоциализма и СС. Баща му прави института си на разположение на СС като място за срещи, а учебните заведения и коне са използвани от конните единици на Щурмабтайлунг (СА) и СС.
Фегелайн се присъединява към нацистката партия (с номер на членство 1 200 158) и СА през 1930 г. Прехвърля се в СС на 10 април 1933 г., с членство 66 680. Работи е като инструктор в Reitinstitut Fegelein и става лидер на SS-Reitersturm, конна спортна група на СС. До средата на 1930-те години той поема администрацията на института от баща си. Повишен в СС-Оберщурмфюрер на 20 април 1934 г. и на СС-Хоптщурмфюрер на 9 ноември 1934 г. От ноември 1935 г. Фегелайн ръководи подготовката на курсове и съоръжения за конен спорт за Берлинските олимпийски игри. Той се опитва да изкара конен отбор, но не успява да надделее над силната конкуренция на кавалерийското училище в Хановер, което спечелва всички златни медали на конниците.
През септември 1939 г., след нахлуването на Полша, Фегелайн командва Totenkopf Reiterstandarte. Те са гарнизон във Варшава до декември. През май и юни 1940 г. участва в битката при Белгия и Франция като член на SS-Verfügungstruppe (по-късно преименуван на Вафен-СС). Части под командването му на Източния фронт през 1941 г. са отговорни за смъртта на над 17 000 цивилни граждани по време на наказателната операция „Припятски блата“ в Белоруска ССР. Като командир на 8-а кавалерийска дивизия Флориан Гайер през 1943 г. той участва в операции срещу партизани, както и в отбранителни операции срещу Червената армия, за които е награден с бронзовата бойна звезда.
След сериозно раняване през септември 1943 г. Фегелайн е преназначен от Хайнрих Химлер към персонала на щаба на Адолф Хитлер като негов служител за връзка и представител на СС. Фегелайн присъства на неуспешния опит за атентат срещу Хитлер на 20 юли 1944 г. Той е на служба във Фюрербункер в Берлин през последните месеци на войната и е застрелян за дезертиране на 28 април 1945 г., два дни преди самоубийството на Хитлер. Фегелайн е опортюнист, на когото Химлер дава най-добрите задачи и бързи промоции. Историците Уилям Ширер и Ян Кершо го характеризират като циничен и недостоен. Алберт Шпеер го нарича „един от най-отвратителните хора в кръга на Хитлер“.